# كالوس ليمين
كالوس ليمين (بالإغريقية: Καλός Λιμήν)‏ (بالأوكرانية: Калос-Лімен)‏، (بالروسية: Калос Лимен)‏: هي مستعمرة يونانية قديمة على الساحل الشرقي لشبه جزيرة القرم؛ والتي كانت موجودة من القرن الرابع إلى القرن الأول قبل الميلاد.

## التاريخ
تم ذكر المستوطنة في أنونيموس anonymous Periplus of the Euxine Sea؛ حيث كانت تقع على بعد 700 ستاديون من كركينيتس (إيفباتوريا). بناءً على الأوصاف الواردة من رحماني (دليل الملاحة)، تم التوصل إلى أن كالوس ليمن كانت تقع على ساحل شبه جزيرة طرخانكوت.
تم إنشاء كالوس ليمن من قبل المستوطنين الأيونيين في القرن الرابع قبل الميلاد. كانت مساحة المدينة أربعة هكتارات، وكانت محاطة بالأسوار. تم تقسيم كالوس ليمن إلى أقسام، وكان يوجد برج في وسط كل واحد منها. بحلول نهاية القرن الرابع قبل الميلاد، كانت المدينة تابعة لتاوريس خيرسون. تم تعزيز تحصينات المدينة في القرن الثالث قبل الميلاد؛ بسبب الغارات السكيثية والسارماتية. في القرن الثاني قبل الميلاد، تم الاستيلاء على كالوس ليمن من قبل السكيثيين، ولكن سرعان ما تم استعادتها من قبل اليونانيين، ليتم الاستيلاء عليها مرة أخرى من قبل السكثيين. في القرن الأول قبل الميلاد، تم هجر المدينة بالكامل بسبب الغزو السارماتي.

## معرض

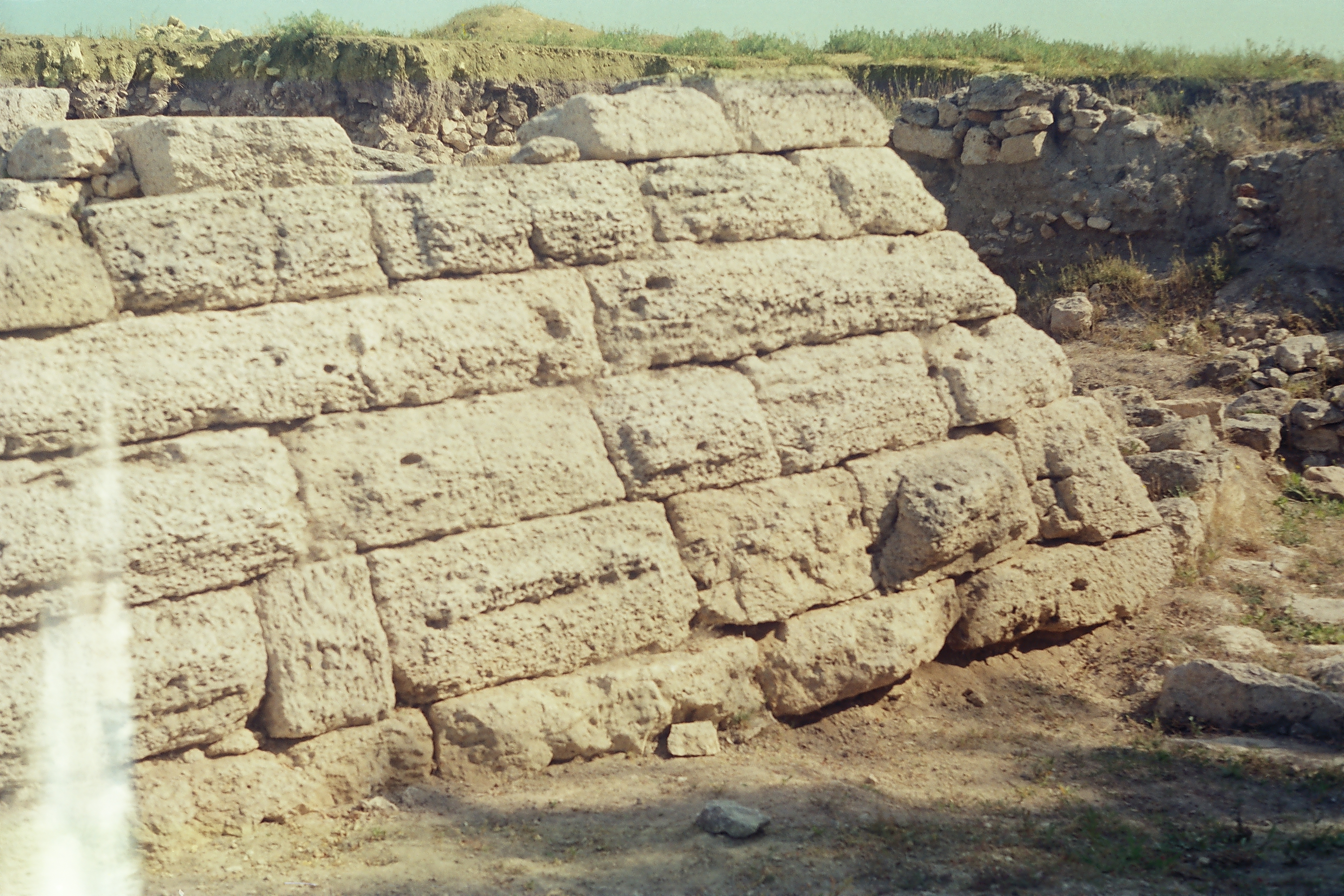
جدران الحصن
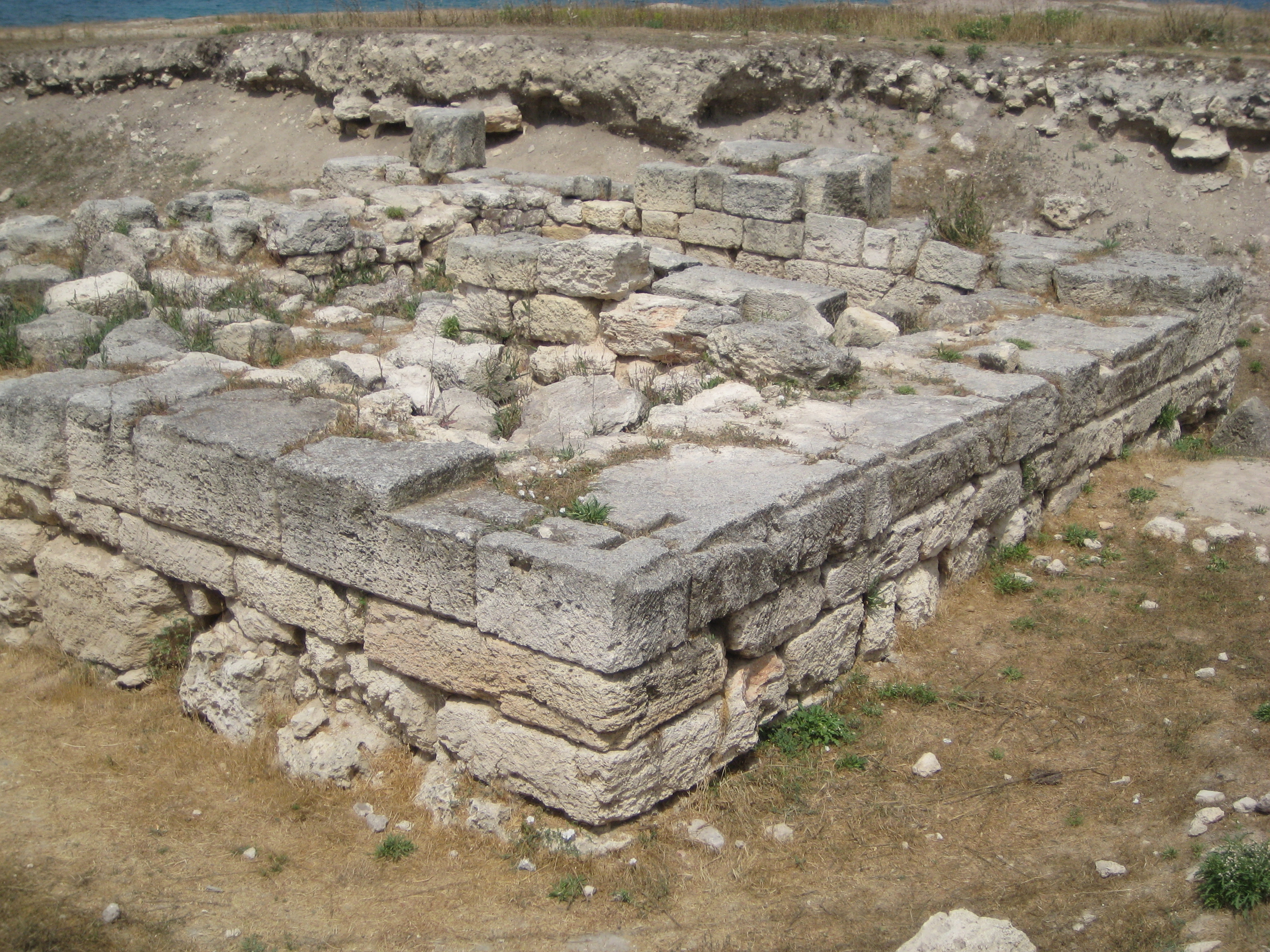
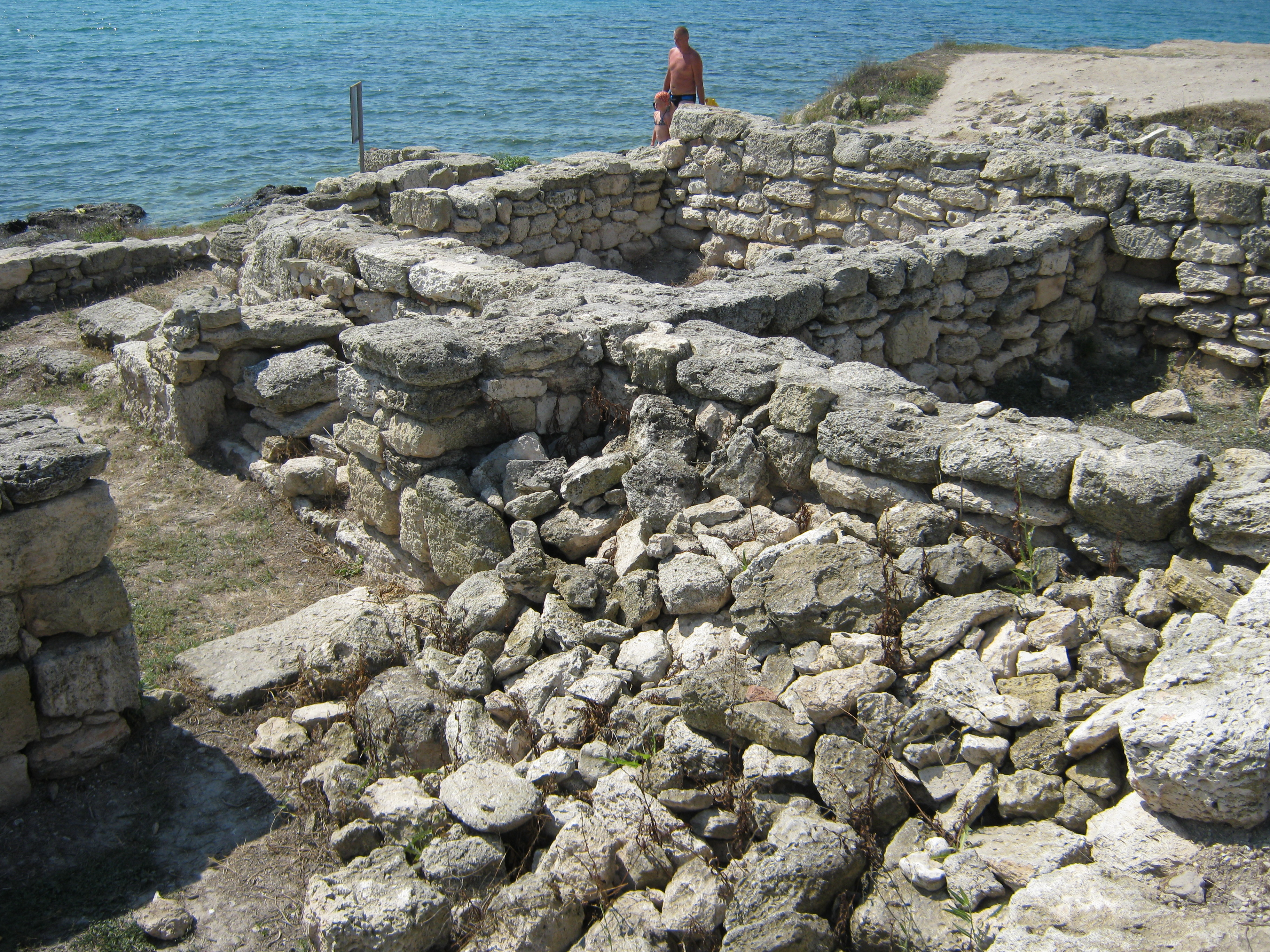
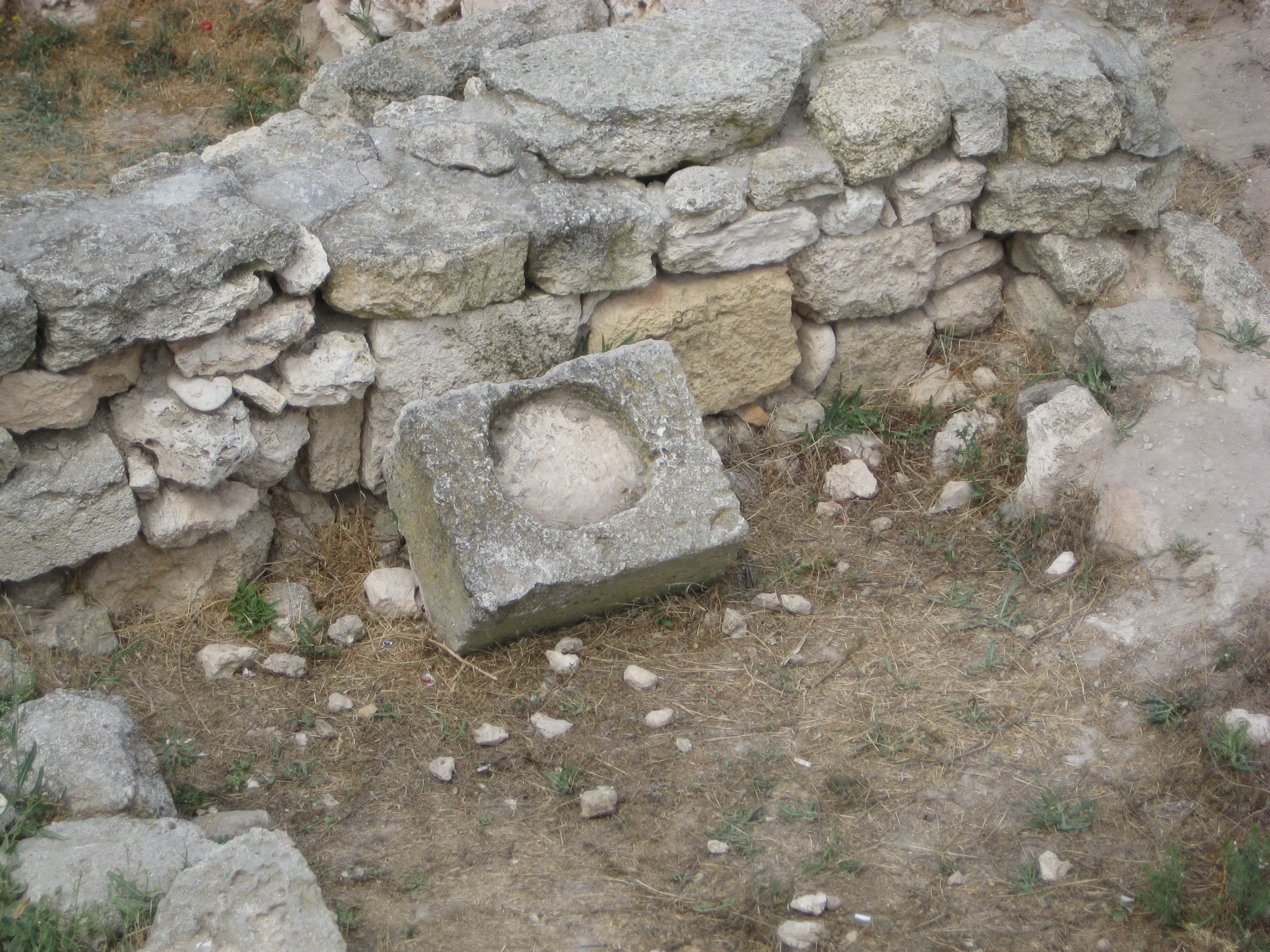
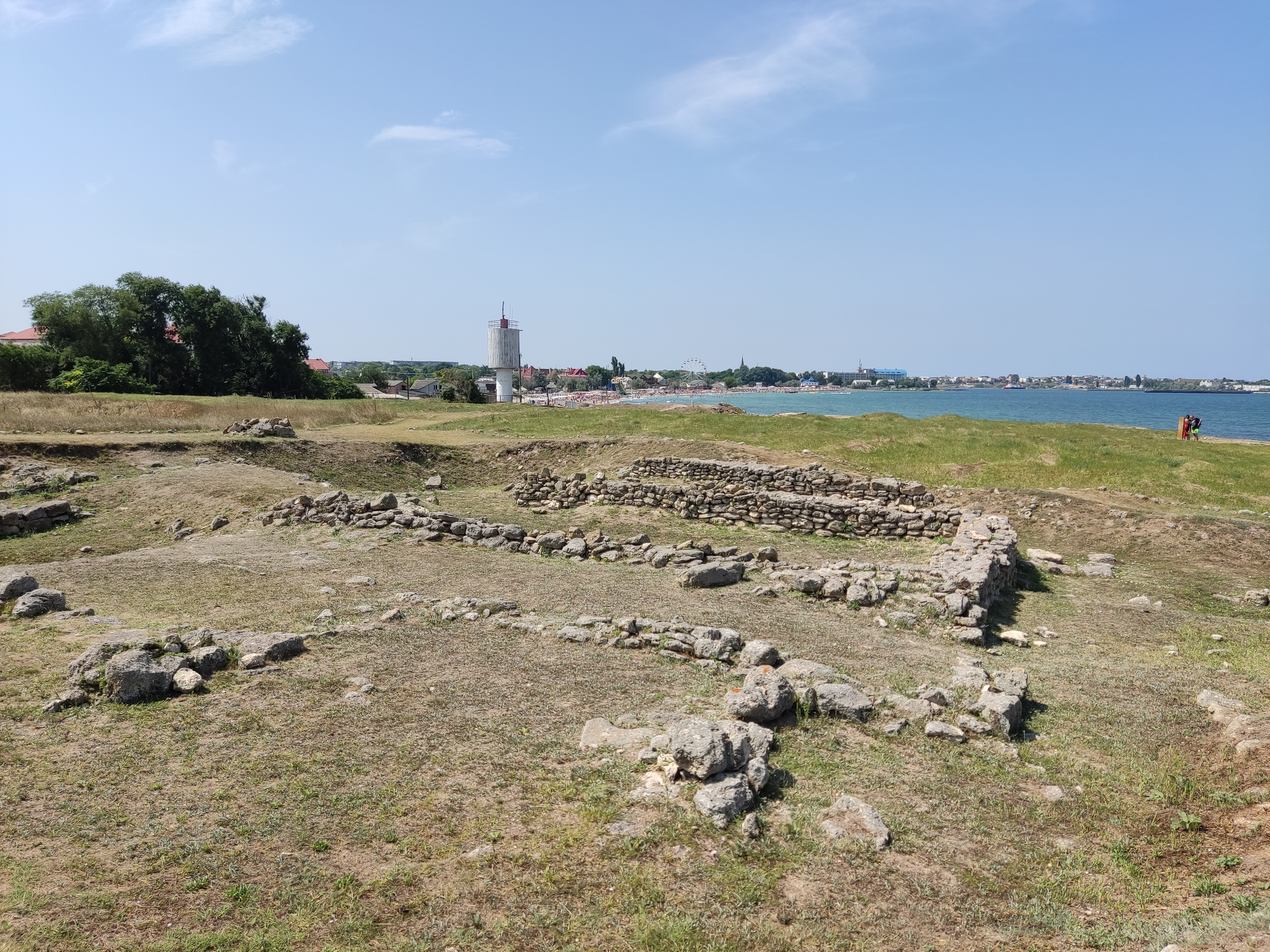